# Bonrepos-sur-Aussonnelle
Bonrepos-sur-Aussonnelle é uma comuna francesa na região administrativa da Occitânia, no departamento do Alto Garona. Estende-se por uma área de 10.17 km², com 1.211 habitantes, segundo o censo de 2018, com uma densidade de 120 hab/km².